# Movimento contro l'immigrazione illegale
Il Movimento contro l'immigrazione illegale (DPNI) era un'organizzazione nazionalista e suprematista russa. L'obiettivo dichiarato dell'associazione era quello di combattere l'immigrazione illegale in Russia. Il 18 aprile 2011 fu legalmente riconosciuta come "estremista" e pertanto vietata; la decisione entrò in vigore il successivo 9 agosto. Il movimento era uno dei principali organizzatori delle "Marce russe".

## Origine
Nella città di Krasnoarmeisk, nella regione di Mosca, nella notte tra il 7 e l'8 luglio 2002 si ebbero scontri di massa tra residenti locali e armeni, quindi si svolse un raduno non autorizzato di residenti locali: quasi 500 persone si radunarono nella piazza vicino al edificio dell'amministrazione locale. A seguito di disordini notturni rimasero ferite 30 persone sono rimaste ferite, di cui nove ricoverate in ospedale.
Il governatore della regione di Mosca, Boris Gromov, ordinò la creazione di una commissione speciale per indagare sulle rivolte, ma prima che la commissione iniziasse i lavori gli eventi nella regione di Mosca iniziarono a scaldarsi. Il 12 luglio si tenne una manifestazione non autorizzata con la richiesta di liberare i russi detenuti a seguito degli scontri. La manifestazione annunciò quindi la formazione del Movimento contro l'immigrazione illegale.
Secondo i mass-media, l'emergere del Movimento contro l'immigrazione illegale è stato il risultato di questi eventi.

## Dirigenza
Il più alto organo di governo del DPNI, ovvero il Consiglio nazionale, era eletto per un periodo di tre anni. Il capo del DPNI, ovvero il presidente del Consiglio nazionale, era eletto dai membri del Consiglio nazionale tra i suoi membri.
Dal momento della sua fondazione e fino al 17 maggio 2008, il coordinatore di DPNI-Russia fu Vladimir Basmanov. Il 12 luglio 2008 fu eletto Aleksandr Belov a capo del movimento.
Nel 2010 Vladimir Ermolaev era il presidente del Consiglio nazionale.

## Ideologia
Ufficialmente, DPNI si opponeva all'immigrazione illegale, mentre nella pratica era contro tutti gli stranieri (così come contro le persone del Caucaso settentrionale) in generale.
L'ideologia del movimento era basata sul nazionalismo russo. Il simbolo DPNI somigliava a una croce celtica ruotata di 45°.
Dal discorso di Aleksandr Belov alla Marcia Russa del 2007:
Libereremo l'Europa! La Russia sarà bianca! Siamo venuti qui per dire semplici parole: siamo stufi del potere degli occupanti, dei conquistatori, e ora basta. Siamo il vero potere, non quelli che si nascondono in questa Torah!

### Metodi per raggiungere gli obiettivi
Per raggiungere gli obiettivi fissati, DPNI dichiarava l'uso di qualsiasi metodo legale, tra cui:
- con azioni di massa dei cittadini
- elaborando proposte per la lotta all'immigrazione illegale, trattative con funzionari governativi per l'adozione di decisioni legislative locali
- creando consigli locali di vigilanza per combattere l'immigrazione illegale, insieme a rappresentanti delle autorità dei soggetti della Federazione Russa e dei governi locali
- creando, insieme alle forze dell'ordine, distaccamenti volontari di cittadini, risolvendo compiti di contrasto all'immigrazione illegale
- comunicando informazioni sui crimini, la natura e le conseguenze dell'immigrazione illegale ai cittadini, ai media, alle autorità
- fornendo assistenza legale e di altro tipo ai cittadini che si oppongono attivamente all'immigrazione illegale e che sono caduti sotto la persecuzione delle leggi imperfette moderne
- tenendo referendum locali in caso di rifiuto delle legislazioni locali di combattere attivamente l'immigrazione illegale
- sostenendo alle elezioni a tutte le autorità dei candidati che sostengono il massimo inasprimento della politica migratoria
- collaborando con partiti e movimenti che sono solidali con le richieste del movimento e sono pronti a lavorare per la loro attuazione
- in caso di rifiuto delle autorità federali ad inasprire la legislazione sull'immigrazione, avviando un referendum nazionale

## Attività politica e azioni
Il DPNI era solito organzizare azioni di massa: picchetti, manifestazioni, processioni. DPNI prese parte all'esame dei casi di Dmitrij Neljubin, Anna Bešnova, Valerij Blochin, Aleksandr Konovalenko e Aleksandra Ivannikova.

### Picchetto all'ambasciata del Qatar
Il 28 giugno 2004 si tenne un picchetto vicino all'ambasciata del Qatar a Mosca contro il processo agli ufficiali dei servizi speciali russi arrestati in Qatar con l'accusa dell'omicidio di Zelimchan Jandarbiev.

### "Marcia russa"
Il DPNI era uno dei principali organizzatori delle "Marce russe".

### Žukovka
Il 1º luglio 2006 nella città di Žukovka, nella regione di Brjansk, si svolse una marcia del ramo regionale del DPNI che chiedeva le dimissioni del capo del distretto con lo slogan “Per l'ordine russo sul suolo russo!". La polizia, insieme a dipendenti del dipartimento locale per la lotta all'estremismo del dipartimento per il controllo della criminalità organizzata del ministero degli affari interni della regione di Brjansk, arrestò alcuni dei manifestanti del DPNI.

### Monumento a Heydər Əliyev
Dopo una serie di manifestazioni e raduni con la partecipazione di DPNI e residenti dei quartieri Aeroport e Sokol di Mosca, la Commissione per l'arte monumentale della Duma della città di Mosca il 19 settembre 2006 decise di non erigere un monumento a Heydər Əliyev nel parco vicino al cinema "Baku" e al mercato di Leningrado.

### San Pietroburgo
Il 3 giugno 2006 si tenne a San Pietroburgo un raduno DPNI. Secondo la richiesta ufficiale degli organizzatori, i manifestanti si erano riuniti per esprimere "sostegno a Vladimir Putin nella lotta alla criminalità". "Non uccideremo studenti stranieri, vogliamo un dialogo costruttivo con le autorità", dichiarò al pubblico l'organizzatore della manifestazione, Maksim Veleckij. "Sosteniamo il presidente, così come Valentina Matvienko nel suo desiderio di rendere pulita la città". Gli slogan "Gloria alla Russia!" e "Russia - ordine russo!".

### Conflitto a Kondopoga
Nel settembre 2006, dopo l'assassinio di due residenti locali da parte di un gruppo di ceceni a Kondopoga, fu lanciata una campagna mediatica dal sito web del DPNI. I rappresentanti dell'organizzazione, guidati da Aleksandr Belov, parteciparono al raduno dei cittadini il 2 settembre 2006, il secondo giorno dopo l'inizio del conflitto. Alla manifestazione presero parte circa duemila persone. Durante la manifestazione fu richiesta la creazione di ronde per controllare la legge e l'ordine in città, poiché, secondo l'opinione dei presenti, la polizia non era in grado di occuparsene.
A seguito della manifestazione scoppiarono disordini in città: nella notte tra il 2 e il 3 settembre, la polizia registrò 11 tentativi di incendio doloso e fu aperto un procedimento penale sulle rivolte.
Nel novembre 2006 la Procura della Carelia aprì un procedimento penale contro Aleksandr Belov ai sensi dell'articolo 282 del codice penale della Federazione Russa ("Incitamento all'odio o all'inimicizia sulla base dell'odio etnico e religioso"). Oltre all'episodio di Kondopoga, nel procedimento comparivano le sue apparizioni in televisione in cui, secondo le indagini, aveva deliberatamente rilasciato dichiarazioni che umiliavano la dignità delle persone “sulla base della nazionalità”.

### L'alleanza con Naval'nyj
Nel luglio 2008 il DPNI si unisce al partito Narod del dissidente Aleksej Naval'nyj e a Grande Russia per formare il Russkoje nacional'noe dviženie (Movimento Nazionale Russo).

## Critica

### Accuse di incitamento all'odio etnico
Svetlana Gannuškina, capo dell'organizzazione per i diritti umani Assistenza civica, si è appellata all'ufficio del procuratore generale chiedendo di vietare DPNI. Gannuškina afferma che gli attivisti del DPNI starebbero convincendo la popolazione che la Russia appartiene solo ai russi. Secondo il parere di Gannuškina, sarebbe quindi un'organizzazione estremista: "La conclusione naturale da quello che dicono è la violenza, e ci sono persone che fanno questo passo successivo".
"DPNI ha posizionato le sue attività come assistenza alle forze dell'ordine nella lotta contro l'immigrazione illegale, ma ha sostituito questo slogan con una lotta contro tutti i non russi, diventando di fatto un'organizzazione razzista", ha detto Igor Vdovin, presidente del controllo civile diritti umani organizzazione. "Ciò contribuisce alla formazione di sentimenti fascisti nella società".

### Accuse di razzismo
Il co-coordinatore del Movimento per la difesa dei diritti dei popoli Vitalij Trofimov-Trofimov nel novembre 2010 ha accusato DPNI di razzismo e ha presentato istanza alla procura, integrandola con un'appendice, dove ha indicato riferimenti a "dichiarazioni razziste, violenza fisica e propaganda di metodi terroristici".
“Il nostro obiettivo è ottenere il riconoscimento della DPNI come comunità estremista e dei suoi materiali (compreso il sito ufficiale e il forum che si trova su di esso), materiali estremisti a cui dovrebbe essere bloccato l'accesso. Il nostro obiettivo è anche quello di assicurare alla giustizia i moderatori del forum e il proprietario del nome di dominio dpni.org, che ha consentito l'uso della loro proprietà per scopi estremisti e/o ha contribuito a questo”, ha sottolineato in una dichiarazione rilasciata.
L'ex leader del DPNI Aleksandr Belov ha affermato che le azioni di Vitalij Trofimov-Trofimov possono essere ricondotte ai servizi segreti russi.

## Il bando
Influenzato dagli eventi di piazza Manežnaja, l'ufficio del procuratore di Mosca ha iniziato a controllare i materiali del DPNI per la presenza di segni di un crimine ai sensi dell'articolo 282 del codice penale della Federazione russa. Il 17 febbraio 2011, i materiali del caso sono stati trasferiti al tribunale e ad Aleksandr Belov e Vladimir Kralin è stato notificato un avviso di sospensione del DPNI. Il 18 aprile 2011 il tribunale della città di Mosca ha riconosciuto il Movimento contro l'immigrazione illegale come organizzazione estremista e ne ha vietato le attività su richiesta del procuratore di Mosca Ju. Semina.
Il 18 aprile 2011, il tribunale della città di Mosca ha riconosciuto il movimento come estremista e lo ha vietato sul territorio della Federazione Russa. La corte ha riconosciuto che le dichiarazioni pubbliche dei partecipanti al movimento, così come i suoi incontri illegali, che, di regola, si sono conclusi con rivolte e scontri con la polizia, erano di natura estremista.
Dopo aver ricevuto un ordine del tribunale di vietare l'organizzazione, i rappresentanti del DPNI hanno presentato una denuncia contro questa decisione. Il 9 agosto 2011, la Corte Suprema ha confermato il verdetto del Tribunale della città di Mosca, che è così entrato in vigore.
Dopo il bando del DPNI viene creata una nuova organizzazione di nazionalisti chiamata "Russkije" (I russi). L'ex leader del DPNI Aleksandr Belov, così come Aleksandr Turik e Stanislav Vorobëv, avrebbero guidato il nuovo movimento.